# チーム★アメリカ/ワールドポリス
『チーム★アメリカ/ワールドポリス』（Team America: World Police）は、『サウスパーク』を製作したトレイ・パーカーとマット・ストーンによる人形劇での政治風刺映画である。2004年に公開された。
国際警察「チームアメリカ」の過激な活躍を描く。精巧に作られたセットを背景に、温かみのあるマリオネット人形を用いながらも、マリオネット人形によるセックスシーン、壮絶な嘔吐シーンなど徹底したスカトロジー表現、ブラックジョーク、パロディを満載し、著名なリベラル系のハリウッド映画人や政界人といったセレブ、アメリカの対テロ戦争およびイスラム過激派など、ありとあらゆる人物を笑い飛ばした問題作である。マリオネット同士があらゆる体位を試すシークエンス、人形の首がもげるなどの残酷描写や、放送禁止用語が多かったことでも有名。R-18指定作品。

## ストーリー
国際警察「チーム・アメリカ」の活躍により、パリに潜む邪悪なテロリストたちはパリの街もろとも撲滅された。しかし、北朝鮮の指導者、金正日が大量破壊兵器をテロリストたちに売りさばこうとしているとの情報をキャッチした仲間たちは、ブロードウェイ俳優ゲイリーをリクルートし、おとり捜査の実行を計画する。

## キャスト
| 役名                     | 原語版声優           | 日本語吹替   |
| ------------------------ | -------------------- | ------------ |
| ゲイリー                 | トレイ・パーカー     | 森川智之     |
| リサ                     | クリステン・ミラー   | 日野由利加   |
| クリス                   | マット・ストーン     | 小山力也     |
| サラ                     | マササ               | 高乃麗       |
| ジョー                   | トレイ・パーカー     | 堀内賢雄     |
| スポッツウッド           | ダラン・ノリス       | 長克巳       |
| 金正日                   | トレイ・パーカー     | 松尾貴史     |
| アレック・ボールドウィン | モーリス・ラマーシュ | 乃村健次     |
| ティム・ロビンス         | トレイ・パーカー     | 小形満       |
| ショーン・ペン           | トレイ・パーカー     | 田口トモロヲ |
| ヘレン・ハント           | トレイ・パーカー     | 結城比呂     |
| ジョージ・クルーニー     | マット・ストーン     | 小山力也     |
| リブ・タイラー           |                      | 山口勝平     |
| スーザン・サランドン     | トレイ・パーカー     | LiLiCo       |
| マット・デイモン         | トレイ・パーカー     | 山口勝平     |
| マイケル・ムーア         | トレイ・パーカー     | KORN         |
| ハンス・ブリックス       | トレイ・パーカー     | 村松康雄     |

- 日本語版その他出演：すずき紀子、野中秀哲、カンニング竹山
- 日本語吹替版は『サウスパーク』TVシリーズの吹替版のレギュラー声優陣が揃って参加しており、スタッフも翻訳の小寺陽子と演出の清水洋史というサウスパークの日本語吹替版制作スタッフが起用されている。